# Địa lý Khánh Hòa
Khánh Hòa là một tỉnh ven biển Nam Trung Bộ Việt Nam, đa số diện tích mặt đất là núi non xen kẽ là các đồng bằng ven biển nhỏ hẹp. Cũng vì điều đó mà Khánh Hòa được ưu đãi có những đầm phá, vịnh rộng lớn và các bãi biển đẹp. 

## Địa lý tự nhiên

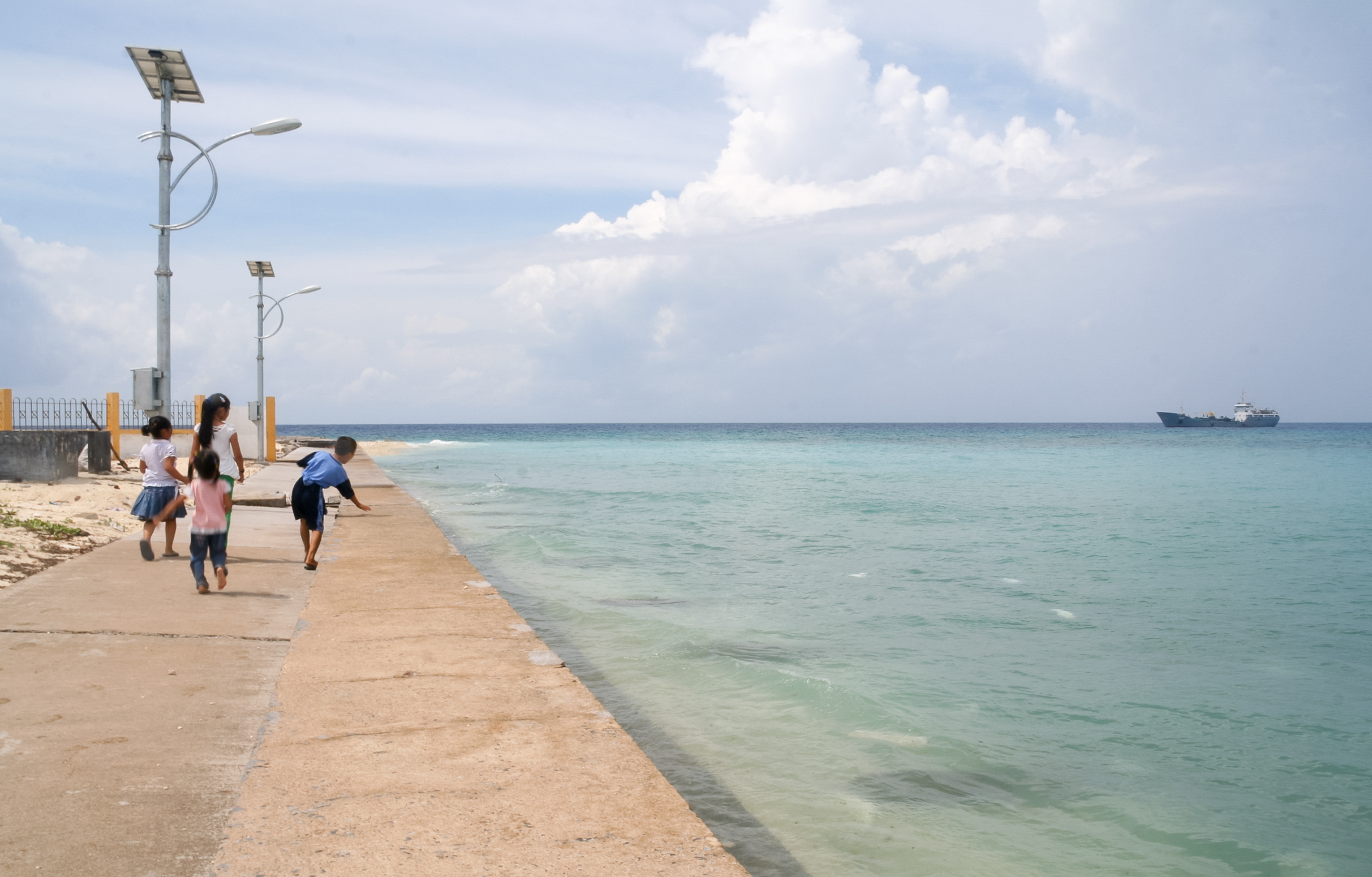
Đảo Trường Sa Lớn

### Vị trí địa lý
Tỉnh Khánh Hòa ở về phía khu vực duyên hải Nam Trung Bộ của Việt Nam, phía Bắc giáp ba huyện Sông Hinh, Đông Hòa và Tây Hòa của tỉnh Phú Yên, phía Tây giáp hai huyện M'Drắk và Krông Bông của tỉnh Đắk Lắk, phía Nam giáp huyện Bác Ái và Thuận Bắc của tỉnh Ninh Thuận, phía Tây Nam giáp huyện Lạc Dương của tỉnh Lâm Đồng, phía Đông giáp Biển Đông. Tỉnh lỵ của Khánh Hòa là thành phố Nha Trang, cách Thành phố Hồ Chí Minh 447 km và cách thủ đô Hà Nội 1.278 km đường bộ.
Khánh Hòa có diện tích tự nhiên là 5.217,6 km². Phần đất liền của tỉnh nằm kéo dài từ tọa độ địa lý 12°52'15" đến 11°42'50" vĩ độ Bắc và từ 108°40'33" đến 109°27'55" kinh độ Đông. Điểm cực Đông trên đất liền của Khánh Hòa nằm tại Mũi Đôi trên bán đảo Hòn Gốm, huyện Vạn Ninh và cũng là điểm cực đông trên đất liền của Việt Nam. Chiều dài vào khoảng 150 km, chiều ngang chỗ rộng nhất vào khoảng 90 km.

### Địa hình

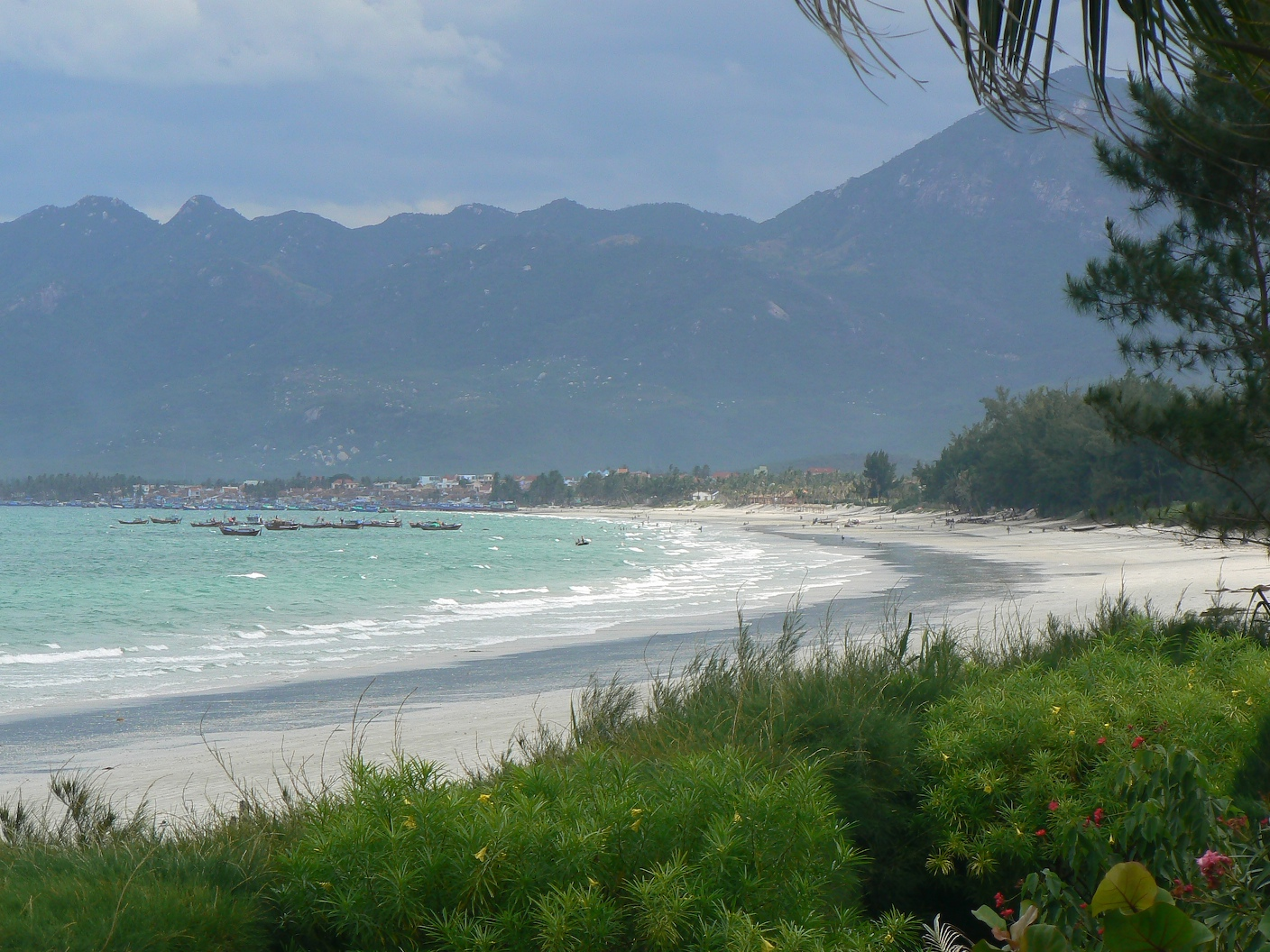
Bãi biển Dốc Lếch tại Ninh Hòa

Là một tỉnh nằm sát dãy núi Trường Sơn, đa số diện tích Khánh Hòa là núi non, miền đồng bằng rất hẹp, chỉ khoảng 400  km², chiếm chưa đến 1/10 diện tích toàn tỉnh. Miền đồng bằng lại bị chia thành từng ô, cách ngăn bởi những dãy núi ăn ra biển. Do đó để đi suốt dọc tỉnh phải đi qua rất nhiều đèo như đèo Cả, đèo Cổ Mã, đèo Chín Cụm, đèo Bánh Ít, đèo Rọ Tượng, đèo Rù Rì.

#### Vùng núi và bán sơn địa
Khánh Hòa là một tỉnh có địa hình tương đối cao ở Việt Nam, độ cao trung bình so với mực nước biển khoảng 60  m. Núi ở Khánh Hòa tuy hiếm những đỉnh cao chót vót, phần lớn chỉ trên dưới một ngàn mét nhưng gắn với dãy Trường Sơn, lại là phần cuối phía cực Nam nên địa hình núi khá đa dạng.
Phía Bắc và Tây Bắc tỉnh có vùng núi cao thuộc dãy Vọng Phu cao hơn 1000  m, trong đó có dãy Tam Phong gồm ba đỉnh núi cao là Hòn Giữ (cao 1264  m), Hòn Ngang (1128  m) và Hòn Giúp (1127  m). Dãy Vọng Phu - Tam Phong có hướng tây nam - đông bắc, kéo dài trên 60 km, tạo thành ranh giới tự nhiên giữa hai tỉnh Khánh Hòa, Phú Yên, Đắk Lắk. Các núi thuộc đoạn giữa của tỉnh thường có độ cao kém hơn, có nhiều nhánh đâm ra sát biển tạo nên nhiều cảnh đẹp, gắn với những huyền thoại dân gian và di tích lịch sử, sự kiện của địa phương. Đến phía nam và tây nam, lại xuất hiện một vùng núi rộng, với nhiều đỉnh núi cao trên 1500  m đến trên 2000  m, trong đó có Đỉnh Hòn Giao (2062  m) thuộc địa phận huyện Khánh Vĩnh, là đỉnh núi cao nhất Khánh Hòa. Do có nhiều núi cao, mật độ chia cắt lớn bởi khe, suối, sông tạo thành nhiều hẻm, vực, thung lũng sâu, gây khó khăn cho giao thông. Ngoài ra, khu vực này còn có thung lũng Ô Kha, được biết đến là một vùng nguy hiểm cho hàng không.

#### Đồng bằng
Đồng bằng ở Khánh Hòa nhỏ hẹp, bị chia cắt bởi các dãy núi đâm ra biển. Chẳng những thế, địa hình rừng núi của tỉnh không thuận lợi cho quá trình lắng đọng phù sa, nên nhìn chung Khánh Hòa không phải là nơi thuận lợi để phát triển nông nghiệp. Các đồng bằng lớn ở Khánh Hòa gồm có đồng bằng Nha Trang - Diên Khánh nằm ở hai bên sông Cái với diện tích 135  km²; đồng bằng Ninh Hòa do sông Dinh bồi đắp, có diện tích 100  km². Cả hai đồng bằng này đều được cấu tạo từ đất phù sa cũ và mới, nhiều nơi pha lẫn sỏi cát hoặc đất cát ven biển. Ngoài ra, Khánh Hòa còn có hai vùng đồng bằng hẹp là đồng bằng Vạn Ninh và đồng bằng Cam Ranh ở ven biển, cùng với lượng diện tích canh tác nhỏ ở vùng thung lũng của hai huyện miền núi Khánh Sơn và Khánh Vĩnh.

#### Bờ biển và biển ven bờ
Khánh Hòa là một trong những tỉnh có đường bờ biển đẹp của Việt Nam. Đường bờ biển kéo dài từ xã Đại Lãnh tới cuối vịnh Cam Ranh, có độ dài khoảng 385 km tính theo mép nước với nhiều cửa lạch, đầm, vịnh, cùng khoảng 200 đảo lớn, nhỏ ven bờ. Khánh Hòa có sáu đầm và vịnh lớn, đó là Đại Lãnh, vịnh Vân Phong, Hòn Khói, đầm Nha Phu, vịnh Nha Trang (Cù Huân) và vịnh Cam Ranh. Trong đó có nổi bật nhất vịnh Cam Ranh với chiều dài 16 km, chiều rộng 32 km, thông với biển thông qua eo biển rộng 1,6 km, có độ sâu từ 18-20  m, và thường được xem là cảng biển có điều kiện tự nhiên tốt nhất Đông Nam Á, trước đây được sử dụng làm căn cứ quân sự của Hoa Kỳ rồi Liên Xô (sau này là Nga) nhưng về sau được chuyển thành cảng dân sự.
Thềm lục địa tỉnh Khánh Hòa rất hẹp. Địa hình vùng thềm lục địa phản ánh sự tiếp nối của cấu trúc địa hình trên đất liền. Các nhánh núi Trường Sơn đâm ra biển trong quá khứ địa chất như dãy Phước Hà Sơn, núi Hòn Khô, dãy Hoàng Ngưu không chỉ dừng lại ở bờ biển để tạo thành các mũi Hòn Thị, mũi Khe Gà (Con Rùa), mũi Đông Ba... mà còn tiếp tục phát triển rất xa về phía biển mà ngày nay đã bị nước biển phủ kín. Vì vậy, dưới đáy biển phần thềm lục địa cũng có những dãy núi ngầm mà các đỉnh cao của nó nhô lên khỏi mặt nước hình thành các hòn đảo như hòn Tre, hòn Miếu, hòn Mun... Xen giữa các đái đảo nổi, đảo ngầm là những vùng trũng tương đối bằng phẳng gọi là các đồng bằng biển, đó chính là đáy các vũng, vịnh như vịnh Vân Phong, vịnh Nha Trang, vịnh Cam Ranh.
Ngoài các đảo đá ven bờ, Khánh Hoà còn có các đảo san hô ở huyện đảo Trường Sa, với khoảng 100 đảo bãi cạn, bãi ngầm rải rác trên một diện tích từ 160 đến 180 ngàn km², trong đó có từ 23 đến 25 đảo, bãi cạn nổi thường xuyên, với tổng diện tích 10 km². Đảo lớn nhất trong quần đảo Trường Sa là Ba Bình chỉ rộng 0,65 km². Bãi lớn nhất là bãi Thuyền Chài, dài 30 km; rộng 5 km (ngập nước khi triều lên). Địa hình trên bề mặt các đảo rất đơn giản, chỉ là những mõm đá, vách đá vôi san hô, cao vài ba mét.

### Sông ngòi

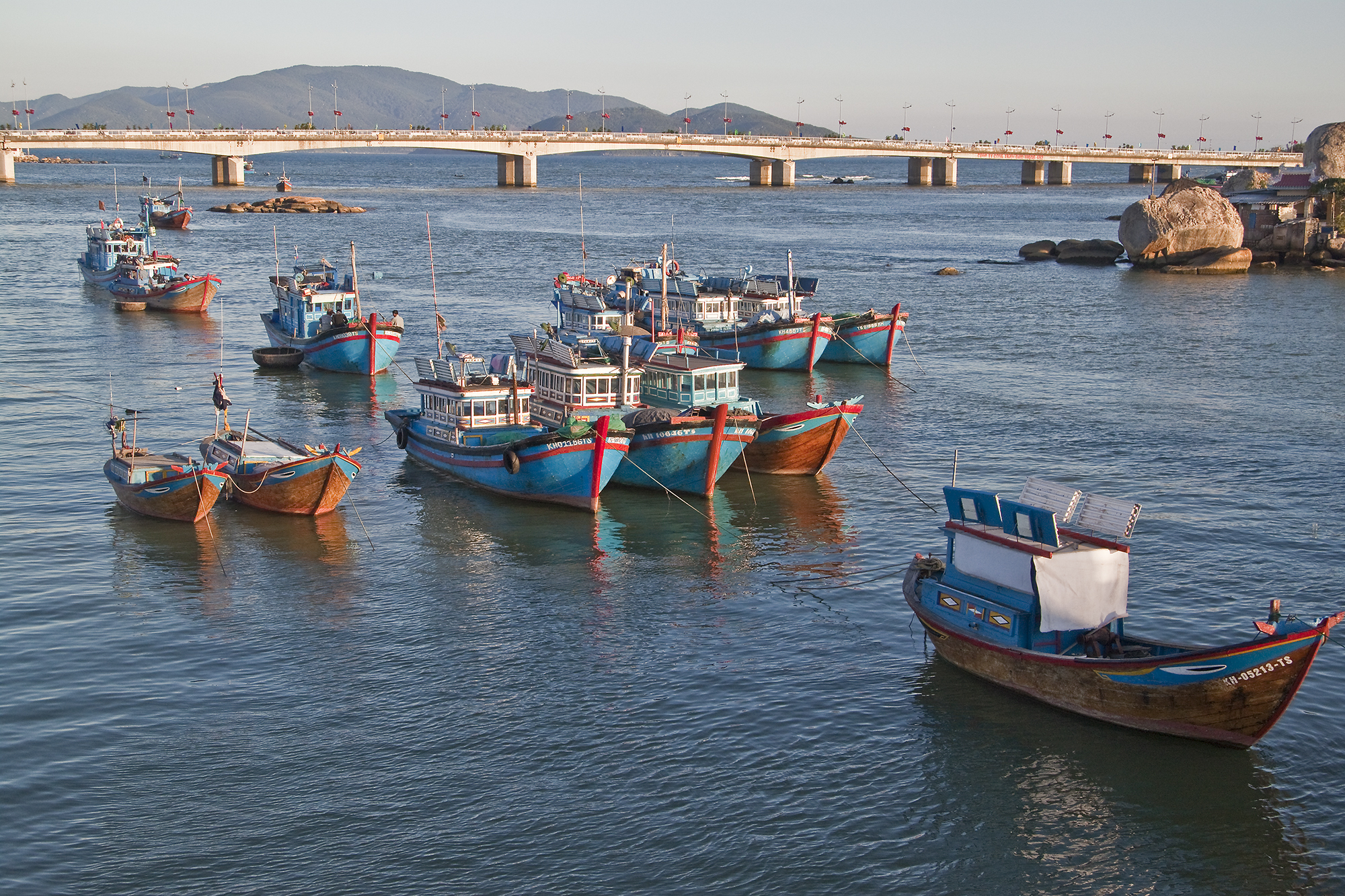
Thuyền trên sông Cái, đoạn qua Nha Trang, phía sau là cầu Trần Phú

Sông ngòi ở Khánh Hòa nhìn chung ngắn và dốc, cả tỉnh có khoảng 40 con sông dài từ 10 km trở lên, tạo thành một mạng lưới sông phân bố khá dày. Hầu hết, các con sông đều bắt nguồn tại vùng núi phía Tây trong tỉnh và chảy xuống biển phía Đông. Dọc bờ biển, cứ khoảng 5–7 km có một cửa sông.
Mặc dù hướng chảy cơ bản của các sông là hướng Tây - Đông, nhưng tùy theo hướng của mạch núi kiến tạo hoặc do địa hình cục bộ, dòng sông có thể uốn lượn theo các hướng khác nhau trước khi đổ ra Biển Đông. Đặc biệt là sông Tô Hạp, bắt nguồn từ dãy núi phía Tây của huyện Khánh Sơn, chảy qua các xã Sơn Trung, Sơn Bình, Sơn Hiệp, Sơn Lâm, Thành Sơn rồi chảy về phía Ninh Thuận. Đây là con sông duy nhất của tỉnh chảy ngược dòng về phía Tây. Hai con sông lớn nhất tỉnh là Sông Cái (Nha Trang) và sông Dinh.
- Sông Cái (còn có tên là sông Phú Lộc, sông Cù, ở phần thượng lưu có tên là sông Thác Ngựa) có độ dài 79 km, bắt nguồn từ hòn Gia Lê cao 1.812  m chảy qua Khánh Vĩnh, Diên Khánh, Nha Trang rồi đổ ra biển. Ở thượng lưu và trung lưu, sông có nhiều thác ghềnh như thác Ngựa, thác Vóng, thác Dằng Xay... Khi chảy đến địa phận thôn Xuân Lạc (xã Vĩnh Ngọc) thì chia làm hai chi lưu. Một chi, chảy men theo núi Đồng Bò đổ ra biển qua Cửa Bé (Tiểu Cù Huân). Chi thứ hai, chảy xuống Ngọc Hội, lại chia làm hai nhánh. Một nhánh chảy qua cầu Xóm Bóng, qua Cửa Lớn (Đại Cù Huân) và chảy ra biển. Nhánh thứ hai, chảy qua cầu Hà Ra, qua Xóm Cồn, rẽ lên phía Bắc rồi hội nước vào dòng chính, chảy ra biển qua Cửa Lớn (Đại Cù Huân). Giữa hai nhánh sông này, nổi lên các cồn, bãi như Cồn Dê, Hải Đảo, Xóm Cồn.[13]
- Sông Dinh (còn gọi là sông Cái Ninh Hòa, sông Vĩnh An, sông Vĩnh Phú...) bắt nguồn từ vùng núi Chư H'Mư (đỉnh cao 2.051  m) thuộc dãy Vọng Phu, chảy theo hướng bắc nam, khi đến Eakrơngru, dòng sông mở rộng và chảy lệch sang hướng tây bắc - đông nam. Qua khỏi Dục Mỹ, về phía hạ lưu, sông nhận thêm nước của suối Bông và đến Tân Lạc, sông nhận thêm nước của suối Trầu. Chảy đến Ngũ Mỹ, sông đổi hướng tây - đông, cách Ninh Hòa khoảng một cây số, sông nhận thêm nước của sông Đá Bàn và sông Tân Lan, cách cửa một cây số, còn nhận thêm nước của sông Chủ Chay (sông Dõng). Các phụ lưu lớn (Đá Bàn, Tân Lan, Chủ Chay) hội với dòng chính ở hạ lưu tạo thành mạng với sông Dinh, có dạng nan quạt, với tổng diện tích lưu vực 985  km², bao trùm toàn bộ thị xã Ninh Hòa. Sau khi chảy qua thị xã Ninh Hòa, sông lại chia ra nhiều nhánh nhỏ như lạch Nga Hầu, lạch Nga Dã, lạch Ngòi Sau, lạch Cồn Ngao, rồi qua cửa Hà Liên đổ ra đầm Nha Phu.[13]

### Địa chất
Cấu tạo địa chất của Khánh Hòa chủ yếu là đá granit và ryolit, dacit có nguồn gốc mác ma xâm nhập hoặc phún trào kiểu mới. Ngoài ra còn có các loại sa thạch, đá trầm tích ở một số nơi. Về địa hình kiến tạo, phần đất của tỉnh Khánh Hòa đã được hình thành từ rất sớm, là một bộ phận thuộc rìa phía Đông-Nam của địa khối cổ Kom Tom, được nổi lên khỏi mặt nước biển từ đại Cổ sinh, cách đây khoảng 570 triệu năm. Trong đại Trung sinh có 2 chu kỳ tạo sản inđôxi và kimêri có ảnh hưởng một phần đến Khánh Hòa. Do quá trình phong hóa vật lý, hóa học diễn ra trên nền đá granit, ryolit đã tạo thành những hình dáng độc đáo, đa dạng và phong phú, góp phần làm cho thiên nhiên Khánh Hòa có nhiều cảnh đẹp nổi tiếng.

### Khí hậu
Khánh Hòa là một tỉnh ở vùng duyên hải cực Nam Trung Bộ, nằm trong khu vực khí hậu nhiệt đới gió mùa. Song khí hậu Khánh Hòa có những nét biến dạng độc đáo với các đặc điểm riêng biệt. So với các tỉnh, thành phía Bắc từ Đèo Cả trở ra và phía Nam từ Ghềnh Đá Bạc trở vào, khí hậu ở Khánh Hòa tương đối ôn hòa hơn do mang tính chất của khí hậu đại dương. Thường chỉ có 2 mùa rõ rệt là mùa mưa và mùa nắng. Mùa mưa ngắn, từ khoảng giữa tháng 9 đến giữa tháng 12 dương lịch, tập trung vào 2 tháng 10 và tháng 11, lượng mưa thường chiếm trên 50% lượng mưa trong năm. Những tháng còn lại là mùa nắng, trung bình hàng năm có tới 2.600 giờ nắng. Nhiệt độ trung bình hàng năm của Khánh Hòa cao khoảng 26,7 °C riêng trên đỉnh núi Hòn Bà (cách Nha Trang 30 km đường chim bay) có khí hậu như Đà Lạt và Sa Pa. Độ ẩm tương đối khoảng 80,5%.
Từ tháng 1 đến tháng 8, có thể coi là mùa khô, thời tiết thay đổi dần. Những tháng đầu mùa, trời mát, nhiệt độ từ 17-25 °C, nhưng từ tháng 5 đến tháng 8 trời nóng nực, nhiệt độ có thể lên tới 34 °C (ở Nha Trang) và 37-38 °C (ở Cam Ranh). Tháng 9 đến tháng 12, được xem như mùa mưa, nhiệt độ thay đổi từ 20-27 °C (ở Nha Trang) và 20-26 °C (ở Cam Ranh). Khánh Hòa là vùng ít gió bão, tần số bão đổ bộ vào Khánh Hòa thấp chỉ có khoảng 0,82 cơn bão/năm so với 3,74 cơn bão/năm đổ bộ vào bờ biển Việt Nam. Các trận bão được dự đoán sẽ đổ bộ vào Khánh Hòa trong những năm gần đây thường lệch hướng vào Nam hoặc tan ngay khi gần vào bờ. Tuy vậy, do địa hình sông suối có độ dốc cao nên khi có bão kèm theo mưa lớn, làm nước dâng cao nhanh chóng, trong khi đó sóng bão và triều dâng lại cản đường nước rút ra biển, nên thường gây ra lũ lụt.
| Nhiệt độ trung bình các tháng đo tại trạm Nha Trang | Một | Hai  | Ba   | Tư   | Năm  | Sáu  | Bảy  | Tám  | Chín  | Mười  | Mười một | Mười hai |
| --------------------------------------------------- | --- | ---- | ---- | ---- | ---- | ---- | ---- | ---- | ----- | ----- | -------- | -------- |
| Cao nhất (°C)                                       | 27  | 28   | 29   | 31   | 32   | 32   | 32   | 32   | 32    | 30    | 28       | 27       |
| Thấp nhất (°C)                                      | 22  | 22   | 23   | 25   | 26   | 26   | 26   | 26   | 25    | 24    | 24       | 22       |
| Lượng mưa (cm)                                      | 2,4 | 0,56 | 2,07 | 1,98 | 5,08 | 3,48 | 2,62 | 3,23 | 13,38 | 25,43 | 25,12    | 12,21    |
| Nguồn: MSN Weather                                  |     |      |      |      |      |      |      |      |       |       |          |          |